# Interpol (Band)

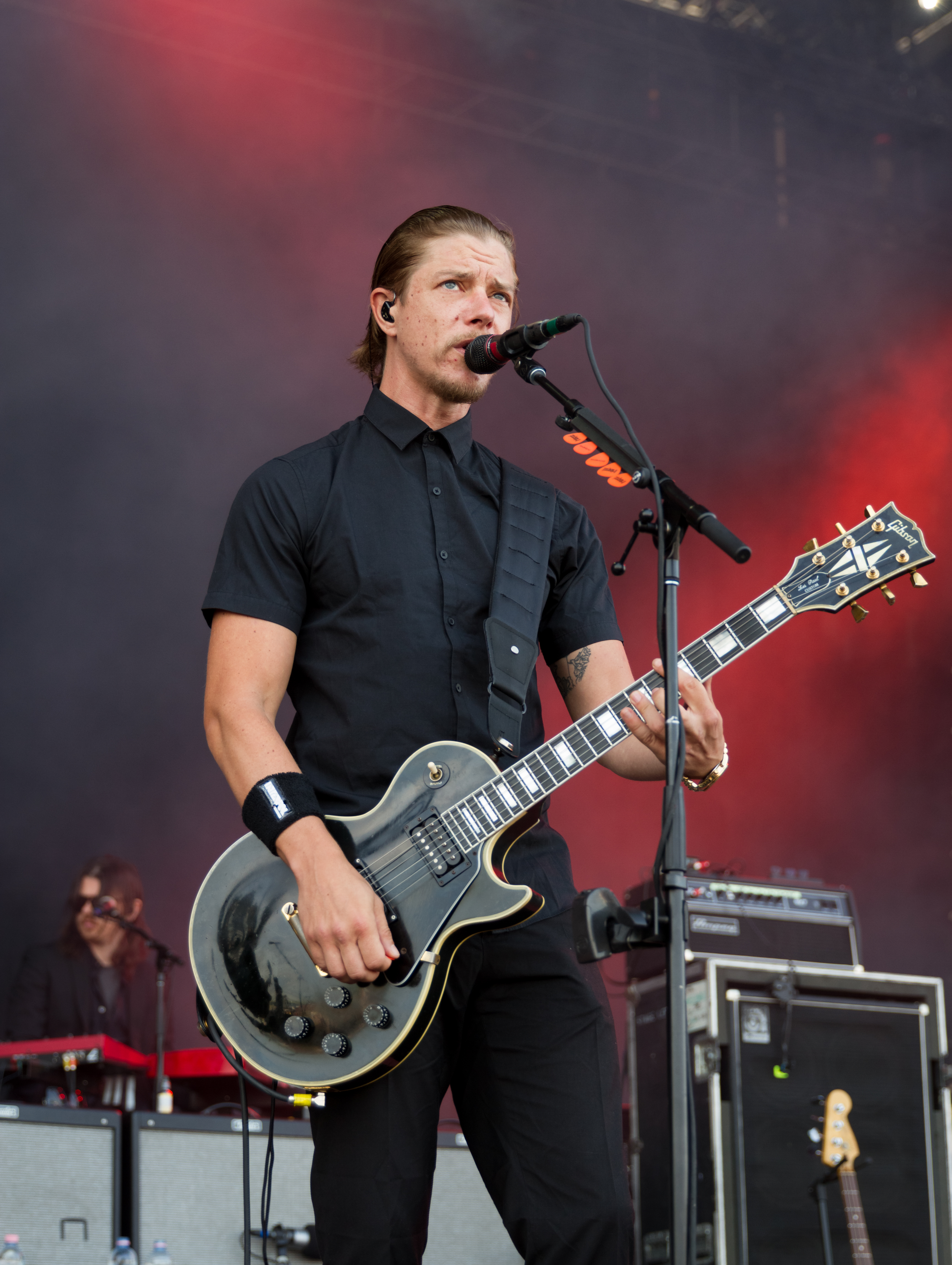
Paul Banks, Rock am Ring (2015)

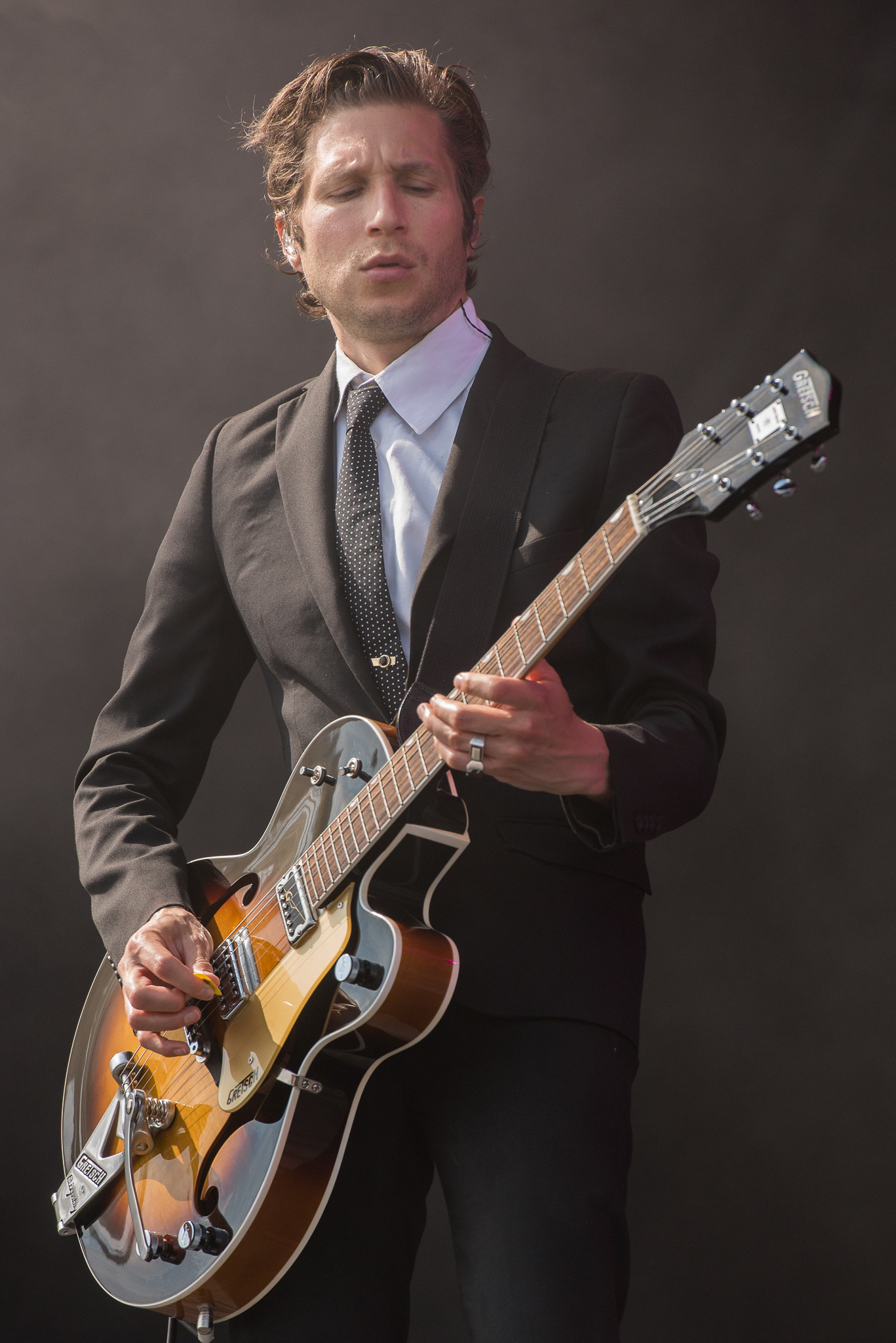
Daniel Kessler, Rock im Park (2015)

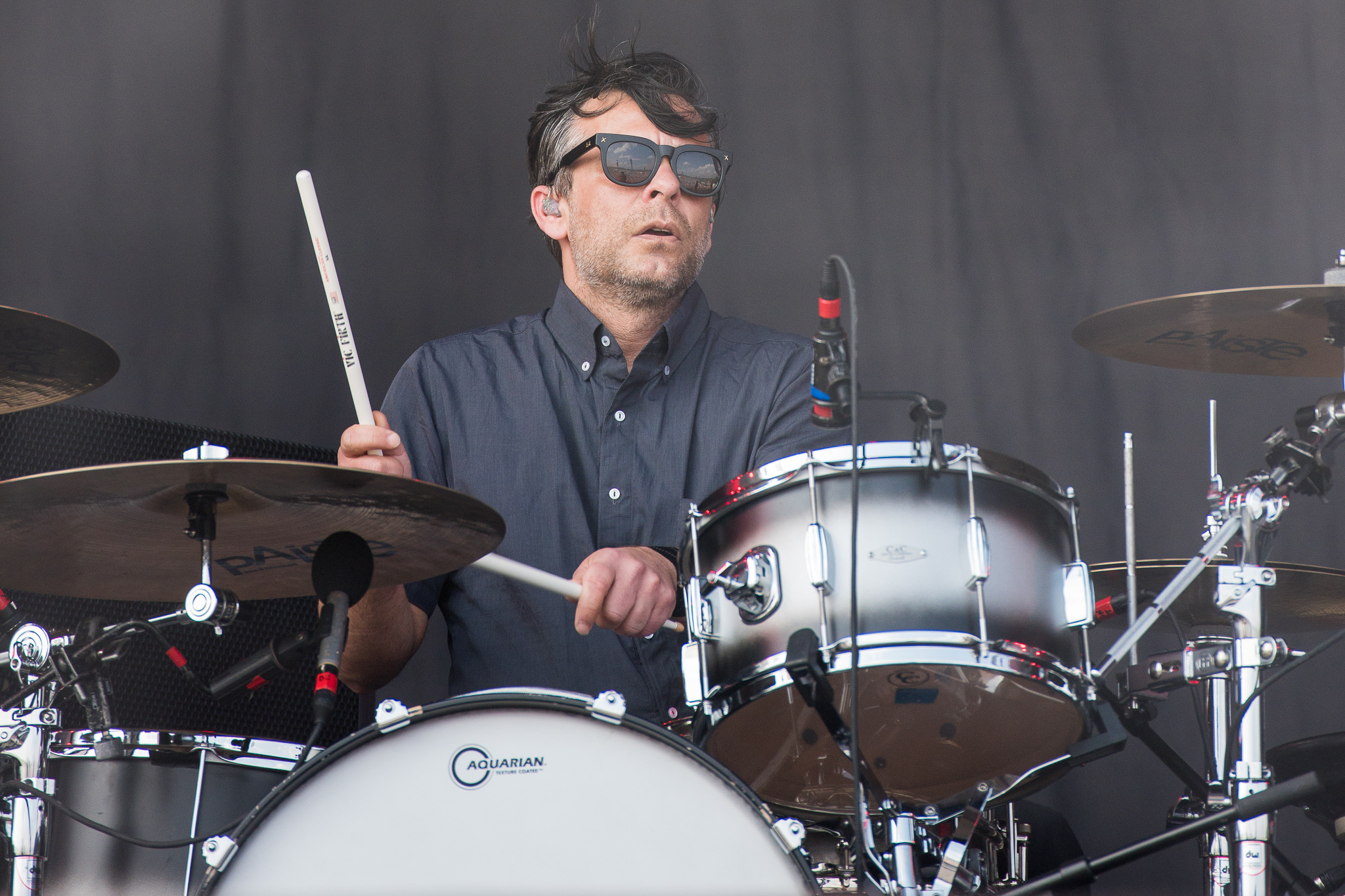
Sam Fogarino, Rock im Park (2015)

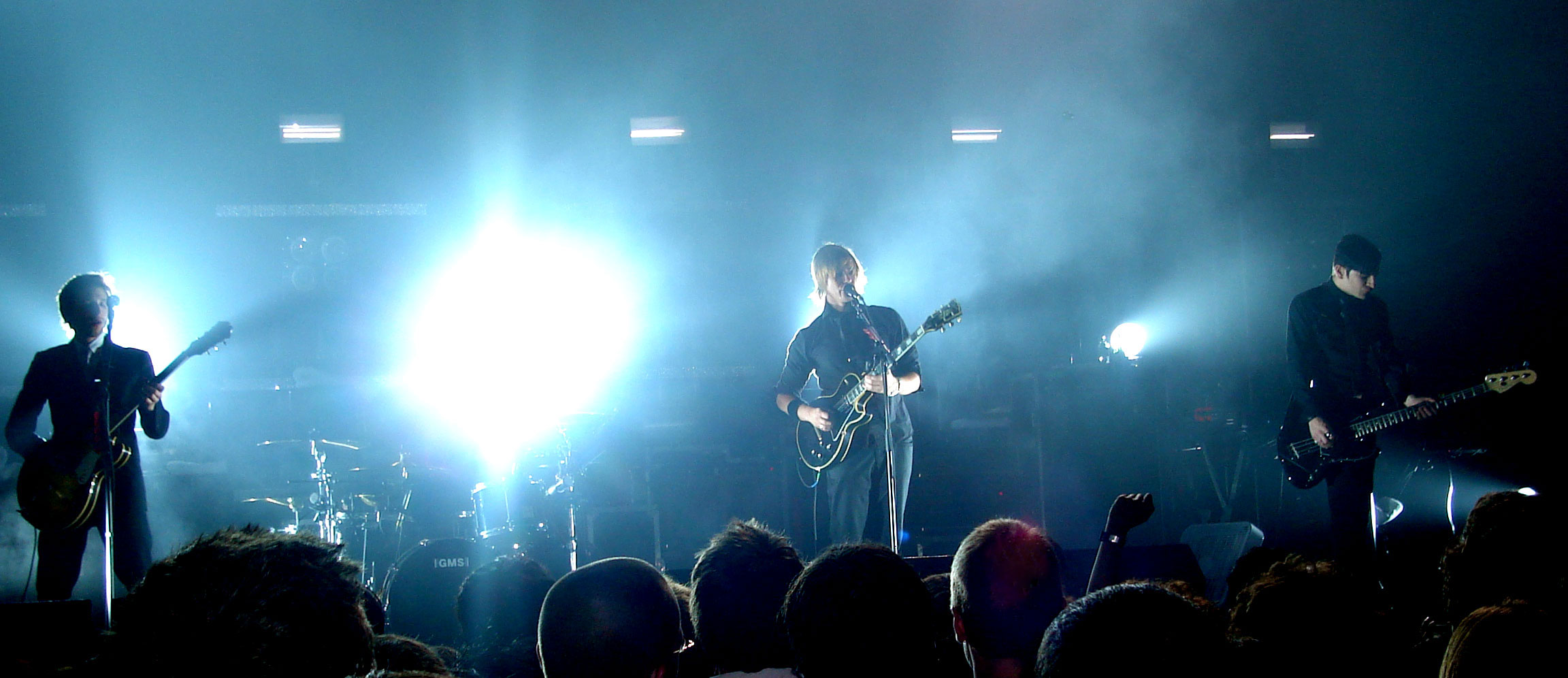
Antics-Tour, Montreal (2005)

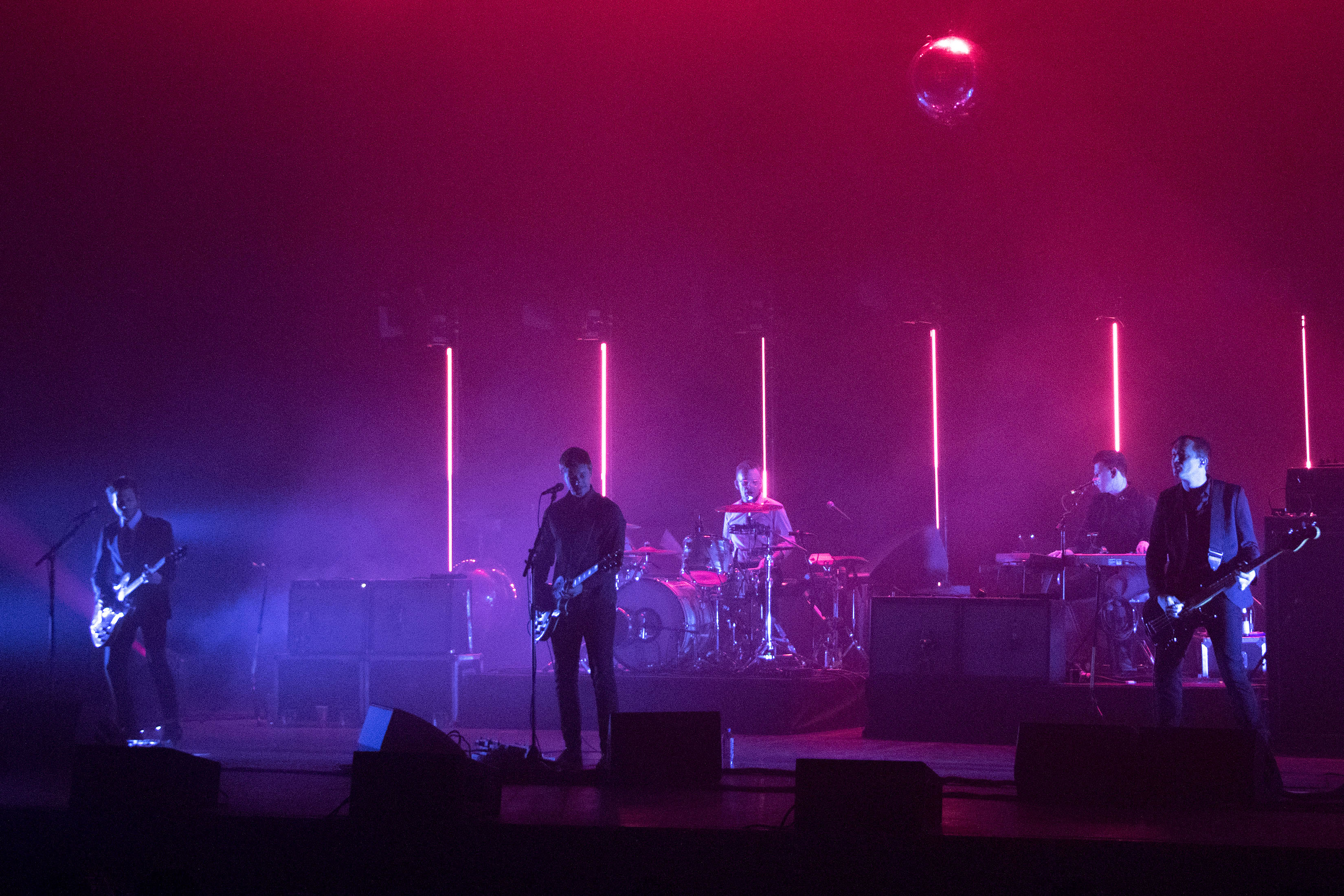
Marauder-Tour, Mexiko (2018)

Interpol ist eine Indie-Rock- und Post-Punk-Band aus New York. Die 1997 gegründete Band veröffentlichte bis jetzt sieben Studioalben.

## Bandgeschichte
Interpol wurde 1997 gegründet. In den Jahren 1997 bis 2000 schrieben sie gemeinsam die ersten Songs und mieteten Aufnahmestudios, um ihre Lieder einzuspielen. In dieser Zeit ließen sie sich von der Stadt New York inspirieren.
2000 verließ Schlagzeuger Greg Drudy Interpol. Die Gründe für seinen Ausstieg sind unbekannt. Als Ersatz kam Sam Fogarino in die Band, den Daniel Kessler vom Plattengeschäft in der Nachbarschaft kannte. Fogarino hatte bereits Erfahrung in diversen Bands gesammelt und brachte eine Portion Post-Punk in die Band hinein. Danach spielten sie mehrere Gigs in Clubs wie zum Beispiel dem Brownies, der Mercury Lounge oder dem Bowery Ballroom.
Ende 2000 veröffentlichten sie ihre erste EP beim schottischen Label Chemikal Underground. Zur selben Zeit veröffentlichten sie den bis dato unbekannten Track Song Seven. Nach diversen Sessions beim Londoner Radio XFM erlangten sie einen beträchtlichen Bekanntheitsgrad im Ausland. Im April 2001 traten Interpol in Glasgow, Manchester und London auf und bekamen Gelegenheit, bei den John Peel Sessions zu spielen.
Im November 2001 zog sich die Band zurück nach Connecticut, wo sie mit den Aufnahmen zu ihrem Debütalbum in den Tarquin Studios begann. Das Album wurde aufgenommen und gemixt von Peter Katis (Mercury Rev, Clem Snide) und Gareth Jones (Depeche Mode, Nick Cave & The Bad Seeds, Clinic). Ihr Erstling Turn on the Bright Lights wurde von den Kritikern gelobt und brachte ihnen internationale Aufmerksamkeit. Das Debütalbum avancierte 2002 im Ranking des Indiemagazins Pitchfork zum besten Album des Jahres. R.E.M. coverten 2004 den Song NYC. Nach der Veröffentlichung folgten Konzerte und Auftritte bei diversen Radiosendern.
Im August 2003 erschien die Black EP. Darauf finden sich vier Live-Versionen ihres Debütalbums von einem französischen Radiokonzert Black Session sowie der Song Specialist, der zuvor nur 2002 auf der raren Interpol EP erschien und sich seit 2005 auch auf Music from the O.C. Mix 2, dem OST zu O.C., California, finden lässt.
Im September 2004 präsentierten sie ihre zweite Platte mit dem Namen Antics. Auch dieses Album erhielt positive Kritiken, verkaufte sich besser als das Debütalbum und untermauerte Interpols Status als einer der bedeutendsten Bands der heutigen Independent-Musikszene.
Antics ist im Gegensatz zum düster-gebrochenen Turn On the Bright Lights gradliniger und beinhaltet auch „positivere“ Songs, jedoch blieben Interpol insgesamt ihrem morbide-romantischen Stil treu.
Nach der Antics-Tour pausierte die Band ein Jahr. In der Zwischenzeit wurde der Song Direction zum Soundtrack der US-Fernsehserie Six Feet Under – Gestorben wird immer beigesteuert. In der 5. Episode (Shake Your Groove Thing / Die Last der Verantwortung) der 1. Staffel der Arztserie Grey’s Anatomy wurde 2005 der Song Evil ebenfalls für den Soundtrack verwendet.
Ihr drittes Album Our Love to Admire nahmen Interpol in einem Studio in New York auf. Das Album ist am 9. Juli 2007 in den USA bei Capitol Records, am 10. Juli in Großbritannien bei Parlophone und am 7. Juli in Deutschland erschienen.
Our Love to Admire ist, wie schon die Vorgänger, in seiner Grundstimmung dunkel gehalten.
2009 veröffentlichte Paul Banks unter dem Namen Julian Plenti sein erstes Solo-Album. Das Album trägt den Titel Julian Plenti Is... Skyscraper.
Im Frühjahr 2010 nahm die Band ihr viertes Album, produziert von Alan Moulder, auf. Kurz nach der Fertigstellung verließ Bassist Carlos Dengler die Band aus persönlichen Gründen. Das vierte Studioalbum Interpol erschien im September 2010. Nachdem ihr Label Matador 2011 die erste künstlerische Zusammenarbeit mit dem Regisseur David Lynch bekannt gab, drehte dieser den Kurzfilm I Touch A Red Button Man zum Titel Lights aus dem Album Interpol. Die Premiere fand am 5. April 2012 in New York statt.
Nach der Nordamerika-Tour im Frühjahr 2011 verließ Bassist Dave Pajo die Band aus persönlichen Gründen. Pajos Nachfolger ist Brad Truax. Bei 17 Konzerten der Leg 3 und 6 der 360°-Tour von U2 spielten Interpol 2010 und 2011 den Support in Europa und Nordamerika.
Ende 2011 wurde bekannt gegeben, dass Interpol das Benefiz-Album We Are The Works In Progress für die Tsunami-Opfer in Japan mit dem bereits 2000 veröffentlichten Song Seven unterstützt.
Anfang September 2014 wurde das fünfte Studioalbum der Band, das erste nach dem Ausscheiden von Carlos Dengler, unter dem Namen El Pintor veröffentlicht. Der Albumname (spanisch für Der Maler) ist Anagramm des Bandnamens Interpol. Als erste Single-Auskoppelung erschien im August 2014 All the Rage Back Home. Der Song erreichte Platz 26 der amerikanischen Billboard Alternativ Song-Charts. Im August 2014 begann die Band in Nordamerika mit der El Pintor-Tour, die im Winter 2015 in Europa fortgesetzt wurde. Während der Herbsttour 2014 steckte die Band 50 Stunden nach einem Schneesturm in der Nähe von Buffalo fest und musste daraufhin drei Konzerte in Toronto und Boston absagen. Als zweite Single des Albums wurde im November 2014 Everything is wrong ausgekoppelt, für die am 22. Januar 2015 ein Video veröffentlicht wurde. Interpol arbeitete Ende 2014 mit dem Street-Art-Künstler Shepard Fairey zusammen, der das Artwork des Albums an einem Haus in Williamsburg, Brooklyn (North 7th Street und Driggs Avenue) umsetzte und eine Reihe von signierten grafischen Drucken herstellte.
El Pintor erreichte 2014 Platz 44 der Jahresalbum-Charts des Musikmagazin Rolling Stone.
Am 7. Juni 2018 gab die Band in Mexiko-Stadt die Veröffentlichung ihres sechsten Studioalbums, Marauder, zum 24. August 2018 bekannt, inklusive anschließender Tournee. Marauder wurde vom Produzenten Dave Fridmann produziert, der bereits mit Bands wie The Flaming Lips und Mercury Rev zusammenarbeitete. Gleichzeitig wurde die erste Single des Albums, The Rover, veröffentlicht, die vom Internetradio ByteFM als „typischer Interpol-Track, mit melodischer, zweistimmiger Gitarrenarbeit und Post-Punk-inspiriertem Beat“ bezeichnet wurde.
Im April 2022 erschienen die Singles Toni und Something Changed; welche auf dem am 15. Juli 2022 veröffentlichten siebten Studioalbum The Other Side of Make-Believe enthalten sind. Die von dem Regisseur Van Alpert gedrehten Videos zu den Singles Toni und Something Changed bilden einen zweiteiligen Kurzfilm.

## Stil
Der Sound der Band orientiert sich stark an dem melancholischen Post-Punk und New Wave englischer Bands der frühen 80er Jahre. Interpol werden in diesem Zusammenhang häufig mit Joy Division, der Vorzeigeband des Post-Punk, verglichen. Interpol haben sich stets dagegen verwehrt, in die Joy-Division-Schublade gesteckt zu werden.
Es finden sich jedoch Ähnlichkeiten mit anderen stilprägenden Bands dieser Zeit, wie etwa The Chameleons oder Gang of Four, die sich insbesondere im Gitarrensound manifestieren.
Von der Menge der Retro-Gitarrenbands, die seit dem 2001 andauernden Hype um junge Neo-Punk-Bands aus New York kommen (The Strokes, Liars, Yeah Yeah Yeahs) unterscheidet sich Interpol auch durch ihre Selbstdarstellung. Bei Auftritten ist die Band stets in Nebel gehüllt und von hinten beleuchtet, das Publikum wird nur selten angesehen oder angesprochen. Interpol folgen einem strikten Dresscode.

## Diskografie

### Studioalben
| Jahr | Titel                          | Höchstplatzierung, Gesamtwochen, AuszeichnungChartplatzierungen (Jahr, Titel, Platzierungen, Wochen, Auszeichnungen, Anmerkungen) | Höchstplatzierung, Gesamtwochen, AuszeichnungChartplatzierungen (Jahr, Titel, Platzierungen, Wochen, Auszeichnungen, Anmerkungen) | Höchstplatzierung, Gesamtwochen, AuszeichnungChartplatzierungen (Jahr, Titel, Platzierungen, Wochen, Auszeichnungen, Anmerkungen) | Höchstplatzierung, Gesamtwochen, AuszeichnungChartplatzierungen (Jahr, Titel, Platzierungen, Wochen, Auszeichnungen, Anmerkungen) | Höchstplatzierung, Gesamtwochen, AuszeichnungChartplatzierungen (Jahr, Titel, Platzierungen, Wochen, Auszeichnungen, Anmerkungen) | Anmerkungen                              |
| Jahr | Titel                          | DE | AT | CH | UK | US | Anmerkungen                              |
| ---- | ------------------------------ | --- | --- | --- | --- | --- | ---------------------------------------- |
| 2002 | Turn On the Bright Lights      | — | — | — | UK— GoldUK | US158 Gold · (5 Wo.)US | Erstveröffentlichung: 19. August 2002    |
| 2004 | Antics                         | DE47 (3 Wo.)DE | — | CH99 (1 Wo.)CH | UK21 Gold · (9 Wo.)UK | US15 Gold · (24 Wo.)US | Erstveröffentlichung: 27. September 2004 |
| 2007 | Our Love to Admire             | DE16 (5 Wo.)DE | AT28 (7 Wo.)AT | CH28 (6 Wo.)CH | UK2 Silber · (6 Wo.)UK | US4 (10 Wo.)US | Erstveröffentlichung: 6. Juli 2007       |
| 2010 | Interpol                       | DE13 (3 Wo.)DE | AT15 (4 Wo.)AT | CH20 (3 Wo.)CH | UK10 (3 Wo.)UK | US7 (5 Wo.)US | Erstveröffentlichung: 3. September 2010  |
| 2014 | El Pintor                      | DE11 (3 Wo.)DE | AT13 (3 Wo.)AT | CH11 (3 Wo.)CH | UK9 (3 Wo.)UK | US7 (5 Wo.)US | Erstveröffentlichung: 5. September 2014  |
| 2018 | Marauder                       | DE6 (2 Wo.)DE | AT18 (2 Wo.)AT | CH13 (3 Wo.)CH | UK6 (2 Wo.)UK | US23 (1 Wo.)US | Erstveröffentlichung: 24. August 2018    |
| 2022 | The Other Side of Make-Believe | DE8 (1 Wo.)DE | AT38 (1 Wo.)AT | CH13 (2 Wo.)CH | UK14 (1 Wo.)UK | US178 (1 Wo.)US | Erstveröffentlichung: 15. Juli 2022      |

### EPs
| Jahr | Titel       | Höchstplatzierung, Gesamtwochen, AuszeichnungChartsChartplatzierungen (Jahr, Titel, Platzierungen, Wochen, Auszeichnungen, Anmerkungen) | Anmerkungen                        |
| Jahr | Titel       | UK | Anmerkungen                        |
| ---- | ----------- | --- | ---------------------------------- |
| 2002 | Interpol    | UK170 (1 Wo.)UK |                                    |
| 2019 | A Fine Mess | UK94 (1 Wo.)UK | Erstveröffentlichung: 17. Mai 2019 |

Weitere EPs
- 1999: Demo Tape
- 2000: Fukd I.D. #3
- 2001: Precipitate EP Pink
- 2001: Precipitate EP White
- 2003: The Black EP
- 2005: Interpol Remix
- 2007: Interpol: Live in Astoria
- 2011: Try It On Remixes
- 2018: El Pintor Bonus Tracks

### Singles
| Jahr | Titel Album                                             | Höchstplatzierung, Gesamtwochen, AuszeichnungChartsChartplatzierungen (Jahr, Titel, Album, Platzierungen, Wochen, Auszeichnungen, Anmerkungen) | Anmerkungen                        |
| Jahr | Titel Album                                             | UK | Anmerkungen                        |
| ---- | ------------------------------------------------------- | --- | ---------------------------------- |
| 2002 | Obstacle 1 Turn on the Bright Lights                    | UK72 (1 Wo.)UK |                                    |
| 2003 | Say Hello to the Angels / NYC Turn on the Bright Lights | UK65 (1 Wo.)UK |                                    |
| 2003 | Obstacle 1 –                                            | UK41 (2 Wo.)UK | (Arthur Baker Remix)               |
| 2004 | Slow Hands Antics                                       | UK36 (2 Wo.)UK |                                    |
| 2005 | Evil Antics                                             | UK18 (3 Wo.)UK |                                    |
| 2005 | C’mere Antics                                           | UK19 (3 Wo.)UK |                                    |
| 2007 | The Heinrich Maneuver Our Love to Admire                | UK31 (2 Wo.)UK | Erstveröffentlichung: 2. Juli 2007 |
| 2007 | Mammoth Our Love to Admire                              | UK44 (1 Wo.)UK |                                    |

Weitere Singles
- 2002: PDA
- 2007: No. I in Threesome
- 2010: Barricade
- 2011: Lights
- 2011: Try It On
- 2014: All the Rage Back Home
- 2014: Everything Is Wrong
- 2018: The Rover
- 2018: Number 10
- 2018: If You Really Love Nothing
- 2018: All at Once
- 2019: Fine Mess
- 2019: The Weekend
- 2022: Toni
- 2022: Something Changed
- 2022: Fables

### Promo-Singles
- 2005: Narc
- 2007: No I in Threesome
- 2010: Memory Serves
- 2010: Summer Well
- 2014: My Desire
- 2015: Anyware

### Weitere Lieder
- 2000: Song Seven (auf „Clooney Tunes“)
- 2001: A Time to Be So Small (auf „This Is Next Year: A Brooklyn-Based Compilation“)
- 2005: Direction (auf „Six Feet Under, Vol. 2: Everything Ends“)

### Musikvideos
- 2002: PDA (Regie: Christopher Mills)
- 2002: Obstacle 1 (Regie: Floria Sigismondi)
- 2003: NYC (Regie: Doug Aitken & Adam Levite)
- 2004: Slow Hands (Regie: Daniel Lévi)
- 2005: Evil (Regie: Charlie White)
- 2005: C'mere (Regie: Associates in Science)
- 2007: The Heinrich Maneuver (Regie: E. Elias Merhige)
- 2007: Mammoth (Regie: Jai Stokes)
- 2007: No I in Threesome (Regie: Patrick Daughters)
- 2008: Rest My Chemistry (Regie: Aaron Koblin)
- 2010: Lights (Regie: Charlie White)
- 2010: Barricade (Regie: Moh Azima)
- 2011: I Touch a Red Button Man („Lights“) (Regie: David Lynch)
- 2014: All the Rage Back Home (Regie: Paul Banks & Sophia Peer)
- 2014: Twice as Hard (Regie: Paul Banks)
- 2014: My Desire (Regie: Markus Lundqvist)
- 2015: Everything Is Wrong (Regie: Paul Banks & Carlos Puga)
- 2018: The Rover (Regie: Gerardo Naranjo)
- 2018: If You Really Love Nothing (Regie: Hala Matar)
- 2022: Toni (Regie: Van Alpert)
- 2022: Something Changed (Regie: Van Alpert)
- 2022: Gran Hotel (Regie: Malia James)

## Belege
1. ↑  Craig Mathieson: Interpol's apart. The Age, 22. Februar 2008, abgerufen am 22. Mai 2012.
2. ↑  Martina Kellner: Wie an einem intimen, erotischen Ort. In: laut.de. 14. Oktober 2007, abgerufen am 28. Dezember 2013.
3. ↑  Setliste der John Peel Session am 18. April 2001, auf BBC, abgerufen am 22. Mai 2012
4. ↑  Pitchfork: Album des Jahres 2002, aufgerufen am 11. März 2012
5. ↑  REM-Cover von NYC, auf The Guardian, abgerufen am 22. Mai 2012
6. ↑  Release der Black EP auf pitchfork.com, abgerufen am 22. Mai 2012.
7. 1 2 3  Patrick Großmann: Interpol - Antics. In: visions.de. Abgerufen am 28. Dezember 2013.
8. 1 2 3  Philipp Schiedel: laut.de-Kritik Stil, Würde und Stolz. In: laut.de. Abgerufen am 28. Dezember 2013.
9. ↑  Soundtrack 1. Staffel Grey’s Anatomy (Memento vom 13. Januar 2012 im Internet Archive) auf greysanamtony-news.de, abgerufen am 22. Mai 2012.
10. ↑  Jochen Schliemann: Interpol – Our Love To Admire. In: visions.de. Abgerufen am 28. Dezember 2013.
11. ↑  Martin Mengele: laut.de-Kritik Ein überwältigender Batzen Leidenschaft. In: laut.de. Abgerufen am 28. Dezember 2013.
12. ↑  Paul Banks erstes Soloalbum auf pitchfork.com, abgerufen am 22. Mai 2012.
13. ↑  Carlos Dengler verlässt Interpol auf NME.com, abgerufen am 11. März 2012.
14. ↑  Interpol: David Lynch “Movie Night” (Memento vom 31. Oktober 2012 im Internet Archive), abgerufen am 17. November 2012
15. ↑  David Pajo verlässt Interpol auf pitchfork.com, abgerufen am 22. Mai 2012.
16. ↑  U2 Aktuell. Vorgruppe Interpol auf der 360° Tour. In: u2tour.de. Abgerufen am 31. Januar 2012.
17. ↑  Benefiz-Album für die Tsunami-Opfer in Japan, abgerufen am 4. April 2012.
18. ↑  faz.net – Neues Interpol-Album: Ist das noch Indie-Rock?, abgerufen am 26. Januar 2015.
19. ↑  rollingstone.de Interpol – Neues Album El Pintor erscheint im September, abgerufen am 25. Januar 2015
20. ↑  billboard.com Alternativ Song: Interpol-Chart, abgerufen am 26. Januar 2015
21. ↑  washingtonpost.com: Rock band Interpol on road to freedom after nearly 50 hours stuck in snow, abgerufen am 26. Januar 2015.
22. ↑  rollingstone.com Inside Shepard Fairey's Provocative New Doors and Interpol Collaborations, abgerufen am 26. Januar 2015.
23. ↑  rollingstone.com: 50 best albums of 2014, abgerufen am 26. Januar 2015.
24. ↑  Andrew Trendell: Interpol unveil ‘The Rover’ from new album ‘Marauder’ and announce world tour. In: nme.com. New Musical Express, 7. Juni 2018, abgerufen am 11. Juni 2018 (englisch).
25. ↑  Interpol sind zurück: neuer Song und neues Album – ByteFM Blog. Abgerufen am 11. Juni 2018 (deutsch).
26. ↑  Dennis Drögemüller: Interpol kündigen neues Album „The Other Side Of Make-Believe“ an, präsentieren Single „Toni“. In: Visions.de. 8. April 2022, abgerufen am 7. Juni 2022.
27. ↑  Larisha Paul: Interpol Conclude Two-Part Film With Fear and Desire in 'Something Changed'. In: Rolling Stone. 12. April 2022, abgerufen am 8. Juni 2022 (amerikanisches Englisch).
28. 1 2 3 4  laut.de-Biographie Interpol. In: laut.de. Abgerufen am 28. Dezember 2013.
29. 1 2  Patrick Großmann: Interpol - Turn On The Bright Lights. In: visions.de. Abgerufen am 28. Dezember 2013.
30. ↑  Jakob Janich: Gang of Four – Entertainment! In: br.de. Abgerufen am 28. Dezember 2013.
31. ↑  Kai Müller: Interpol setzt auf Pathos. In: tagesspiegel.de. 3. September 2010, abgerufen am 28. Dezember 2013.
32. 1 2 3  Chartquellen: DE AT CH UK US
33. 1 2  Auszeichnungen für Musikverkäufe: UK US